# 張聰 (仁和舉人)
張聰（？—？），字天與，浙江杭州府仁和縣人，明朝政治人物。

## 生平
弘治五年（1492年）壬子科浙江鄉試第五名舉人，為《春秋》經魁。六年（1493年）任福建將樂縣儒學教諭。